# Вальдемар Б'єркстен
Вальдемар Б'єркстен (фін. Waldemar Björkstén, 12 серпня 1873 — 31 травня 1933) — фінський яхтсмен.
Срібний призер Олімпійських Ігор 1912 року в класі 10 метрів.